# Valeurs familiales
Les valeurs familiales sont un ensemble de conceptions sur la famille entretenues dans la société qui influencent le choix des objectifs familiaux, des modes d'organisation de la vie et des interactions au sein d'une famille. 
Au premier abord, avoir des valeurs familiales démontre d'après Anne Bourgeois et Jacques Légaré,  la possession d'un certain attachement envers ce qui fonde la famille : selon eux, les enfants et la vie en couple. 
Les valeurs familiales font ainsi souvent référence à ce qui se passe au niveau des couples : cohabitation, mariages, ruptures, parentalité... 
Néanmoins, Bourgeois et Légaré remarquent qu'elles peuvent aussi être étendues à tout ce qui a trait à l’exercice des liens familiaux, comme les solidarités intergénérationnelles. Ils expliquent que le sentiment d’obligation ou de devoir envers les ascendants et descendants peut en effet relever des valeurs familiales.
Les valeurs familiales sont généralement associées au modèle de la famille nucléaire composé d'un père soutien de famille par son travail, d'une mère assumant le rôle de femme au foyer et de leurs enfants biologiques soumis à l'autorité parentale jusqu'à leur émancipation ou leur majorité civile, qui se produit généralement lorsqu'ils vont former leur propre noyau familial. Toutefois, dans la plupart des cultures et des époques, la famille nucléaire apparaît comme une forme relativement récente de l'institution familiale par rapport à la famille élargie.

## Les valeurs familiales en politique

### Usages idéologiques de la notion
La revendication des valeurs familiales fut au cœur de la Gleichschaltung en Allemagne sous le Troisième Reich, réduisant le rôle des femmes allemandes aux trois k (Kinder, Küche, Kirche), qui signifie « [faire] des enfants, [faire] la cuisine et [aller à] l'église». Le ministre de la Propagande, Joseph Goebbels, a quant à lui souligné que "le devoir d'une femme est d'être belle et de mettre des enfants au monde, et ce n'est pas aussi vulgaire et démodé qu'on le croit parfois. La femelle s'embellit pour son compagnon et couve ses œufs pour lui". Les nazis adoptèrent ce point de vue des valeurs familiales car ils considéraient que la libération des mœurs sexuelles et la baisse de la natalité et du nombre de mariages sous la République de Weimar étaient un symptôme manifeste de décadence. 
Aux États-Unis, la notion de valeurs familiales a été utilisée par les conservateurs sociaux pour exprimer leur opposition à l'avortement, au féminisme, à la pornographie, à l'éducation sexuelle complète, au divorce, à l'homosexualité, au mariage homosexuel, au partenariat civil, au sécularisme et à l'athéisme. Les groupes conservateurs américains ont réussi à promouvoir ces politiques en Afrique depuis le début des années 2000, en les décrivant comme des valeurs familiales africaines. Des approches similaires se retrouvent dans d'autres pays, dans ce qui est présenté par l'Église catholique romaine comme une défense de «la vie et de la famille» et une opposition à ce qui a été dénommé «idéologie du genre».

### Familialisme
Le familialisme est le dénomination donnée à l'idéologie politique qui privilégie ce concept de la famille et ses valeurs, qui donne la priorité aux besoins de la famille sur ceux des individus et qui préconise un "système d'aide sociale" dans lequel ce sont les familles, et non l'État (État-providence), qui assument la responsabilité de la prise en charge de leurs membres.